# Gemeinde Vodice

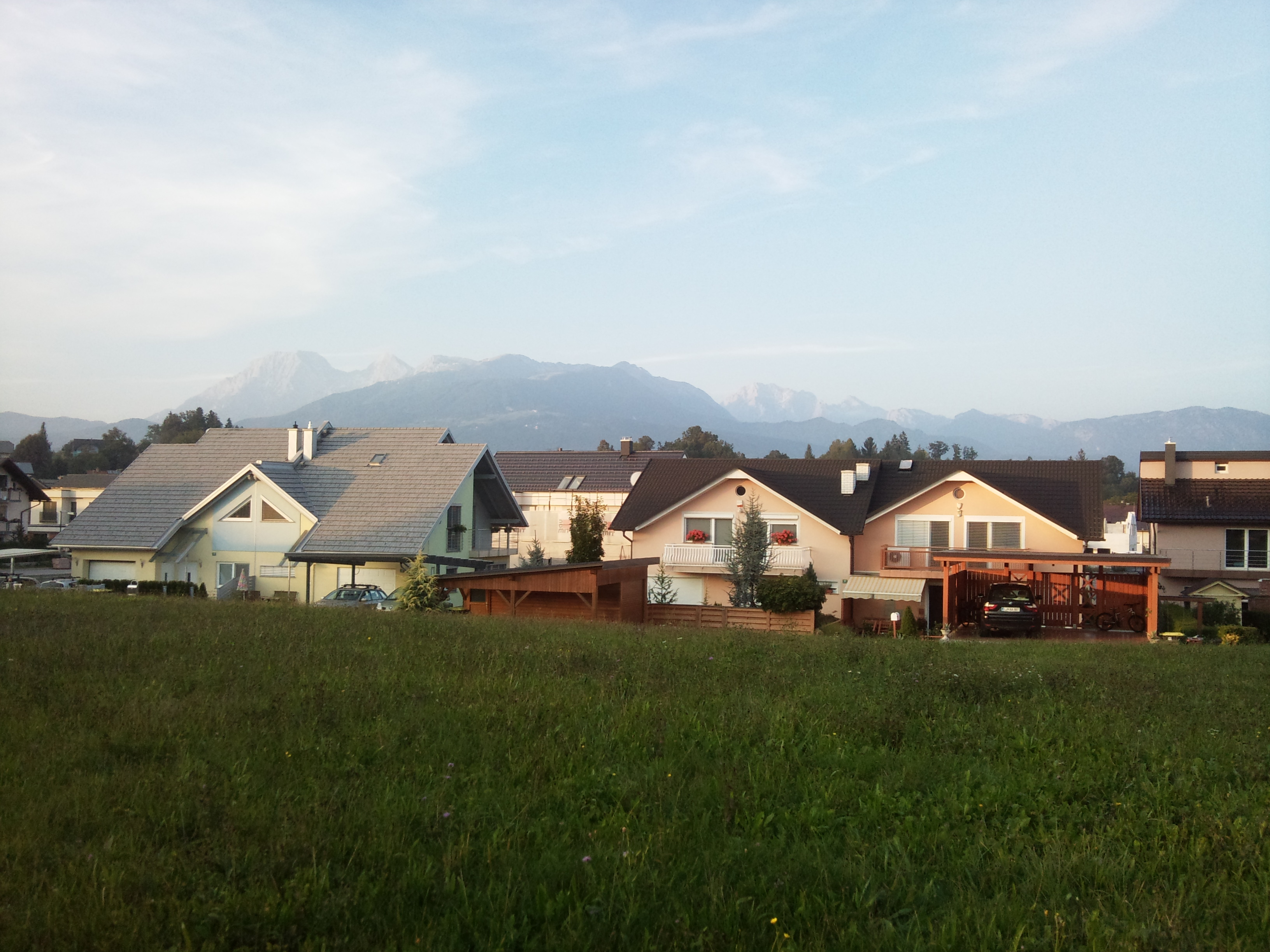
Vodice

Die Gemeinde Vodice (deutsch Woditz, älter auch Gertrudswald) ist eine Gemeinde (Občina) in der historischen Landschaft Oberkrain, Region Osrednjeslovenska in Slowenien.
Verwaltungssitz ist die Ortschaft Vodice.

## Lage
Die Gemeinde liegt nördlich von Ljubljana und besteht aus 16 Ortschaften. Der Hauptort Vodice liegt auf eine Höhe von 339 m.

## Ortschaften
(In Klammern: die vor 1918 gebräuchlichen, deutschsprachigen Ortsbezeichnungen)
- Bukovica pri Vodicah, (dt.: „Bukowitz bei Gertrudswald“)
- Dobruša, (dt.: „Dobruschach“)
- Dornice, (dt.: „Dornigg“)
- Koseze, (dt.: „Edling“)
- Polje pri Vodicah, (dt.: „Polle in der Krain“)
- Povodje, (dt.: „Powodiach“)
- Repnje, (dt.: „Reitelstein bei Gertrudswald“)
- Selo pri Vodicah, (dt.: „Sell bei Gertrudswald“)
- Skaručna, (dt.: „Sirlachstein“)
- Šinkov Turn, (dt.: „Schenkenthurn“)
- Torovo, (dt.: „Torau“)
- Utik, (dt.: „Sankt Jakob bei Gertrudswald“)
- Vesca, (dt.: „Weße“)
- Vodice, (dt.: „Gertrudswald oder auch Woditz“)
- Vojsko, (dt.: „Wollich“)
- Zapoge (dt.: „Seebach bei Gertrudswald“)

## Nachbargemeinden
|         | Cerklje na Gorenjskem                       |                 |
| Medvode | Kompassrose, die auf Nachbargemeinden zeigt | Komenda, Mengeš |
|         | Ljubljana                                   |                 |

## Sehenswürdigkeiten
Die Pfarrkirche Sv. Marjeta wurde 1118 erstmals urkundlich erwähnt. Sie ist von einer Mauer umgeben, um sie vor den Angriffen der Osmanen zu schützen. Beim schweren Erdbeben im Raum Ljubljana von 1895 wurde sie schwer beschädigt, aber wieder aufgebaut.
Die jetzige Gemeinde wurde 1995 gegründet.